# Elephantomyia cinctiventris
Elephantomyia cinctiventris är en tvåvingeart som beskrevs av Alexander 1967. Elephantomyia cinctiventris ingår i släktet Elephantomyia och familjen småharkrankar.
Artens utbredningsområde är Honduras. Inga underarter finns listade i Catalogue of Life.